# ダイナミックコントラスト比
ダイナミックコントラスト比（ダイナミックコントラストひ、英: dynamic contrast ratio）とは、ディスプレイの画面が暗い時にはバックライトの輝度を暗くし、明るい時にはバックライトの輝度を明るくして測定されたコントラスト比のことである。